# Diera-Zehren
Diera-Zehren là một đô thị thuộc huyện Meißen, bang Sachsen, Đức. Đô thị Diera-Zehren có diện tích 43,2 km², dân số thời điểm ngày 31 tháng 12 năm 2006 là 3777 người.